# Partit dels Treballadors (Guinea Bissau)
El Partit dels Treballadors (portuguès: Partido dos Trabalhadores) és un partit polític de Guinea Bissau.

## Història
El partit va ser establert per Aregado Mantenque Té, antic militant del FLING a Lisboa, Portugal el 17 de juliol de 2002. No va participar en les eleccions legislatives de 2004, però Té va tornar al país per participar en les eleccions presidencials de 2005. Va rebre el 2% dels vots, acabant el cinqué entre els 13 candidats.
A les eleccions legislatives de 2008 va acabar en cinquè lloc, però tampoc va aconseguir un escó a l'Assemblea Nacional Popular. Té participà en les eleccions presidencials de Guinea Bissau de 2009, però només va rebre el 0,5% dels vots, acabant el setè dels onze candidats. Té va intentar presentar-se com a candidat a les eleccions presidencials de Guinea Bissau de 2012 però la Cort Suprema determinà que la seva candidatura no reunia els requisits de la llei electoral.
Tanmateix, Té aconseguí registrar-se per a les eleccions generals de 2014. A les eleccions presidencials va rebre només l'1% dels vots, mentre que a les eleccions parlamentàries el partit va obtenir el 0,6% dels vots, i tampoc aconseguí representació.